# Santo Ângelo
Santo Ângelo – miasto i gmina w Brazylii, w stanie Rio Grande do Sul. Znajduje się w mezoregionie Noroeste Rio-Grandense i mikroregionie Santo Ângelo. 

## Miasta partnerskie
- Parana, Argentyna